# Helene Deutsch
Helene Deutsch (nascuda Helene Rosenbach) (Przemyśl (Polònia), 9 d'octubre de 1884 - Cambridge (Massachusetts), 29 de març de 1982) fou una psicoanalista estatunidenca d'origen jueu polonès nascuda a l'Imperi Austrohongarès. Deixebla i col·laboradora de Sigmund Freud, fou la primera psicoanalista especialitzada en dones.

## Biografia
Helene Rosenbach va néixer a Przemyśl, a Galítsia, la regió polonesa llavors pertanyent a l'Imperi Austrohongarès. El seu pare s'havia educat en alemany, però ella fou enviada a escoles privades poloneses. El seu amor per la literatura polonesa va continuar durant tota la seva vida, i de fet s'identificava intensament amb Polònia i insistia en la seva identitat nacional polonesa.
Va estudiar medicina i psiquiatria a Viena i a Múnic, abans d'esdevenir alumna de Freud. Quan ja era la seva ajudant, fou la primera dona a ocupar-se de la psicologia de les dones. El 1912 es va casar amb el Dr. Felix Deutsch, i, després d'un cert nombre d'avortaments, finalment concebien un fill, Martin. El 1935 va fugir de l'Alemanya nazi, emigrant tota sola a Cambridge (Massachusetts), als Estats Units, país que li va concedir la ciutadania. El seu marit i el seu fill es van reunir amb ella un any més tard, i va treballar en aquesta ciutat com a psicoanalista ben considerada fins a la seva mort.

## Feminisme i complex d'Èdip
En la psicoanàlisi freudiana, el desenvolupament del gènere es deu a qüestions relacionades amb la castració en el complex d'Èdip, la qual cosa discuteix el feminisme degut a la particular interpretació que es fa de la castració per part de l'escola freudiana. La psicoanàlisi freudiana clàssica postula que, a causa del fet que les dones no tenen els genitals visibles del mascle, es troben "mancades" de l'actiu més necessari per valorar-se a si mateixes des d'un punt de vista narcisista, i, per tant, desenvolupen un sentiment de desigualdad de gènere i d'enveja del penis. En la formulació més tardana de la seva teoria de la feminitat, Freud va reconèixer la vinculació libidinosa, precoç i duradora, de la filla amb la mare durant les etapes pre-edípiques. La psicoanàlisi feminista, però, ha mantingut una controvèrsia amb el concepte del complex d'Èdip i amb la importància del fal·lus (real, imaginari o simbòlic), i diversos autors han arribat a conclusions diferents sobre això. Alguns coincideixen en general amb les línies fonamentals del plantejament de Freud, i li fan només unes petites matisacions, tot i que mantenen la idea pre-edípica bàsica. Altres, en canvi, reformulen les teories de Freud més a fons. Tanmateix, en el context de la discussió amb algunes feministes, si bé Freud atribuïa a les dones l'"enveja del penis", també atribuïa als homes el "complex de castració".
Helene Deutsch fou una de les primeres dones deixebles de Freud i la primera psicoanalista que va fer un estudi del desenvolupament psicològic integral i cronològic de la dona. En resum, Deutsch afirma que les dones tenen una sexualitat passiva-masoquista: han nascut per a la reproducció i el seu desenvolupament ha de ser considerat de diferent manera que el dels homes.
Deutsch veu el desenvolupament femení summament difícil i tortuós, perquè en algun moment la nena ha de transferir la seva primitiva elecció d'objecte sexual de la mare al pare (i als homes), si és que ha d'arribar a l'adultesa heterosexual que espera. Segons Deutsch, la noia culpa el seu pare, no la seva mare, pel fet de no tenir penis; per tant, ella deixa d'identificar-se amb el seu pare i amb la masculinitat. A causa d'aquesta relació amb el seu pare, ella desenvolupa fantasies libidinoses de ser violada. Per tant, la fantasia de violació és universal i no patològica, una part clau de la sexualitat femenina. Mentrestant, la noia s'identifica amb la seva mare a través del desig de tornar a l'etapa anal de la seva infància. Quan ella reconeix la seva equivocació, es produeix un retrocés a l'etapa pre-genital: un desig d'un clítoris prematurament actiu (fàl·lic). Persisteixen les tensions masoquistes de la noia i ella desitja ser castrada pel seu pare. El desig de tenir un nen también esdevé masoquista.

## Treballs publicats
- Psychoanalysis of the Sexual Functions of Women 1925, traduït a anglès el 1991, ISBN 978-0-946439-95-9.

- The Psychology of Women, Volume 1: Girlhood, Allyn & Bacon, 1943, ISBN 978-0-205-10087-3.

- The Psychology of Women, Volume 2: Motherhood, Allyn & Bacon, 1945, ISBN 978-0-205-10088-0.

- Neuroses and Character Types, International Universities Press, 1965, ISBN 0-8236-3560-0.

- Selected Problems of Adolescence, International Universities Press, 1967, ISBN 0-8236-6040-0.

- A Psychoanalytic Study of the Myth of Dionysus and Apollo, 1969, ISBN 0-8236-4975-X.

- Confrontations with Myself, Norton, 1973, ISBN 978-0-393-07472-7.

- The Therapeutic Process, the Self, and Female Psychology, 1992, ISBN 978-0-393-07472-7.

## Literatura
- Helene Deutsch: Selbstkonfrontation. Eine Autobiographie. Fischer-TB, Frankfurt am Main 1994, ISBN 3-596-11813-1.

- Jutta Dick & Marina Sassenberg: Jüdische Frauen im 19. und 20. Jahrhundert, Rowohlt, Reinbek 1993, ISBN 3-499-16344-6.

- Paul Roazen: Helene Deutsch: A Psychoanalyst’s Life, N.Y., Doubleday, 1985, ISBN 978-0-385-19746-5.

- Paul Roazen: Freuds Liebling Helene Deutsch. Das Leben einer Psychoanalytikerin. Verlag Internat. Psychoanalyse, München, Wien 1989, ISBN 3-621-26513-9.